# George Frederick Anderson
Pour les articles homonymes, voir George Anderson et Anderson.
George Frederick Anderson, né le 14 décembre 1793 à Londres et mort le 14 décembre 1876, est un violoniste britannique et Maître de musique de la reine.

## Biographie
Né à Londres en 1793, Anderson est engagé comme violoniste dans différents orchestres. En juillet 1820, il épouse la pianiste Lucy Philpot, qui, sous le nom Mme Anderson, enseigne le piano à la reine Victoria et à ses enfants.
En 1837, en remerciement pour un prêt sans intérêt de 30 £ à l'éditeur Alfred Novello afin qu'il publie le Concerto pour piano nº 2 de Mendelssohn, Novello donne à son épouse Lucy Anderson les droits exclusifs pendant six mois d'interprétation du concerto en Angleterre.
En 1840, il est trésorier de la Royal Philharmonic Society, poste qu'il occupe jusqu'à sa mort. En 1841, il est professeur de musique.
En 1848, il est nommé Maître de musique de la reine par la reine Victoria, succédant à Franz Cramer. Aucun document n'indique qu'il ait jamais composé, activité normalement associée à cet emploi. Il occupe ce poste jusqu'en 1870. Les circonstances de son départ ne sont pas connues. Il est le dernier Maître de musique nommé à vie à quitter ce poste avant sa mort et le premier depuis Nicholas Staggins en 1700.
Mort le 14 décembre 1876, il est enterré au cimetière de Kensal Green. Une collection de sa correspondance avec des musiciens et des compositeurs se trouve à la British Library.

## Source
- (en) Cet article est partiellement ou en totalité issu de l’article de Wikipédia en anglais intitulé « George Frederick Anderson » (voir la liste des auteurs).
- Grove's Dictionary of Music and Musicians, 5e ed. 1954 (Master of the Queen’s Music article)